# 닫힌 원순서 집합
순서론에서 닫힌 원순서 집합(-原順序集合, 영어: closed preordered set)이란 모든 사슬이 상계를 갖는 원순서 집합이다.

## 정의
원순서 집합 {\displaystyle (X,\lesssim )}의 정렬 사슬은 정렬 전순서 집합을 이루는 사슬이다. {\displaystyle X}의 정렬 사슬들의 집합을 {\displaystyle \operatorname {woChain} (X)}로 표기하자.
원순서 집합 {\displaystyle (X,\lesssim )}가 다음 조건을 만족시킨다면, 닫힌 원순서 집합(영어: closed proset)이라고 한다.
임의의 사슬 {\displaystyle C\subseteq X}에 대하여, 만약 {\displaystyle C}가 정렬 전순서 집합이라면, {\displaystyle C}는 상계 {\displaystyle x\in X}를 갖는다.
사실, 모든 전순서 집합은 공종 정렬 전순서 집합을 가지므로, 위 정의에서 "정렬 사슬"을 모든 사슬에 대하여 강화시킬 수 있다.
보다 일반적으로, 순서수 {\displaystyle \lambda \in \operatorname {Ord} }에 대하여, 원순서 집합 {\displaystyle (X,\lesssim )}가 다음 조건을 만족시킨다면, {\displaystyle \lambda }-닫힌 원순서 집합(영어: {\displaystyle \lambda }-closed proset)이라고 한다.:214, Definition VII.6.12
임의의 사슬 {\displaystyle C\subseteq X}에 대하여, 만약 {\displaystyle C}가 정렬 전순서 집합이며 그 순서형이 {\displaystyle \lambda } 미만이라면, {\displaystyle C}는 상계 {\displaystyle x\in X}를 갖는다.
만약 {\displaystyle \lambda >|X|}라면, {\displaystyle X}가 {\displaystyle \lambda }-닫힌 원순서 집합인 것은 닫힌 원순서 집합인 것과 동치이다.

## 성질

### 초른 보조정리
초른 보조정리에 따르면, 닫힌 원순서 집합 {\displaystyle (X,\lesssim )}에 대하여, {\displaystyle X=\downarrow \max X}이다. 여기서 {\displaystyle \downarrow }는 하폐포이며, {\displaystyle \max X}는 {\displaystyle X}의 극대 원소들의 집합이다.

### 부르바키-비트 정리
원순서 집합 {\displaystyle (X,\lesssim )}가 닫힌 원순서 집합이라고 하자. 또한, 자기 함수 {\displaystyle f\colon X\to X}가 다음 조건을 만족시킨다고 하자.
{\displaystyle \forall x\in X\colon f(x)\gtrsim x}
부르바키-비트 정리(Bourbaki-Witt定理, 영어: Bourbaki–Witt theorem)에 따르면, 임의의 {\displaystyle x\in X}에 대하여, {\displaystyle f}는 {\displaystyle \uparrow x}에 속한, 하나 이상의 고정점을 갖는다.
{\displaystyle \exists y\in X\colon f(y)=y\gtrsim x}

### 강제법
다음과 같은 데이터가 주어졌다고 하자.
- ZFC의 표준 추이적 모형 {\displaystyle M}
- 두 집합 {\displaystyle X,Y\in M}
- {\displaystyle \lambda \in \operatorname {Card} ^{M}}. 여기서 {\displaystyle \operatorname {Card} ^{M}\subseteq \operatorname {Ord} \cap M}는 {\displaystyle M}에서 기수가 되는 순서수들의 집합이다.
- 원순서 집합 {\displaystyle P\in M}
- {\displaystyle P}의 부분 집합 {\displaystyle G\subseteq M}

또한, 다음 조건이 성립한다고 하자.
- {\displaystyle M\models (|X|<\lambda )}
- {\displaystyle M\models (}{\displaystyle P}는 {\displaystyle \lambda }-닫힌 원순서 집합이다{\displaystyle )}
- {\displaystyle M\models (}{\displaystyle G}는 {\displaystyle P}의 포괄적 순서 아이디얼이다{\displaystyle )}

그렇다면, {\displaystyle X\to Y} 함수들은 {\displaystyle M}과  강제법 모형 {\displaystyle M[G]} 사이에서 절대적이다. 즉, {\displaystyle M[G]} 속의 임의의 함수 {\displaystyle f\colon X\to Y}는 이미 {\displaystyle M}의 원소이다.:214, Theorem 2.6.14
{\displaystyle (Y^{X})^{M[G]}=(Y^{X})^{M}}
특히, 이와 같은 경우 {\displaystyle M} 속의, {\displaystyle \lambda } 이하의 공종도 및 {\displaystyle \lambda } 이하의 기수들이 보존된다.:215, Corollary 2.6.15

## 역사
부르바키-비트 정리는 1950년대 말에 니콜라 부르바키와 에른스트 비트가 증명하였다.